# Lepilemur seali
Lepilemur seali, lémur saltador de Seal, es una especie de mamífero primate de la familia Lepilemuridae. Como todos los lémures es endémico de la isla de Madagascar y se distribuye al noreste de la isla, en la provincia de Antsiranana y en la Reserva Especial de Anjanaharibe del Sur. La población más meridional, al sur del río Antainambalana, asignada inicialmente a esta especie fue reasignada a Lepilemur hollandorum en 2009.
Su cuerpo mide unos 27 cm, y la cola unos 26. No alcanza el kilogramo de peso. Su pelaje es muy largo y fino. Desde la cabeza hasta la mitad de la espalda es marrón rojizo moteado y marrón grisáceo claro hasta la cola. Posee una línea marrón oscura a negra en forma de Y desde la cabeza hasta mitad de la espalda. La cara es gris y el cuello, mejillas y orejas son rubias. El vientre es gris claro y la cola es de marrón a negro hacia la punta. Pies y manos son marrón grisáceas.
Se encuentra en las selvas de las tierras bajas, tiene hábitos arbóreos y nocturnos, y se alimenta de hojas.
Su estatus en la Lista Roja de la UICN es de «especie vulnerable», debido a su reducida área de distribución —menos de 10340 km²— muy fragmentada y en continuo declive, y a la disminución en el número de adultos reproductores.